# Рокітно (Західнопоморське воєводство)
Рокітно (пол. Rokitno, нім. Arnoldshof) — село в Польщі, у гміні Новоґрудек-Поморський Мисліборського повіту Західнопоморського воєводства.
Населення — 42 особи (2011).
У 1975-1998 роках село належало до Гожовського воєводства.

## Демографія
Демографічна структура станом на 31 березня 2011 року:
|          | Загалом | Допрацездатний вік | Працездатний вік | Постпрацездатний вік |
| -------- | ------- | ------------------ | ---------------- | -------------------- |
| Чоловіки | 18      | 2                  | 16               | 0                    |
| Жінки    | 24      | 5                  | 13               | 6                    |
| Разом    | 42      | 7                  | 29               | 6                    |